# Memelländische Volkspartei
Die Memelländische Volkspartei (MVP) war eine Partei der deutschen Mehrheitsbevölkerung im Memelland. Sie bestand von 1925 bis 1935 und ging in der Memelländischen Einheitsliste auf.

## Bedeutung
Die Partei vertrat bürgerliche Positionen der Mitte und wurde maßgeblich durch die Interessen von Handel und Industrie beeinflusst. Sie stand der DVP nahe.
Vorsitzende waren Joseph Kraus (1877–1939), Wilhelm Brindlinger (1890–1967) und Richard Meyer (1885–1970).
Mit August Baldschus stellte die MVP vom 12. Januar bis 8. November 1926 ein Mitglied der Landesdirektoriums.

## Wahlen zum Seimas
Im Mai 1926 wurden Robert Grabow und der Lehrer Max Jagstaidt als MVP-Vertreter zu Abgeordneten im Litauischen Seimas in Kowno gewählt.

## Wahlen zum Seimelis
Bei den Wahlen zum Seimelis wurde die MVP jeweils zweitstärkste deutsche Partei. Nach Jürgen W. Falter erreichte die MVP folgende Ergebnisse. Mads Ole Balling kommt auf leicht andere Prozentanteile, die Sitzzahlen sind bei beiden gleich.
| Wahlperiode           | Prozent | Mandate |
| --------------------- | ------- | ------- |
| I. Wahlperiode 1925   | 36,9 %  | 11      |
| II. Wahlperiode 1927  | 32,7 %  | 10      |
| III. Wahlperiode 1930 | 27,6 %  | 8       |
| IV. Wahlperiode 1932  | 27,2 %  | 8       |

| Wahlperiode      | Abgeordneter        | Anmerkung                                                                   |
| ---------------- | ------------------- | --------------------------------------------------------------------------- |
| I. Wahlperiode   | Franz Gaidies       | Herbst 1926 Mandatsverzicht (Nachrücker: Wilhelm Brindlinger)               |
| I. Wahlperiode   | H. Gehlhaar         |                                                                             |
| I. Wahlperiode   | Johs Idzelis        |                                                                             |
| I. Wahlperiode   | Joseph Kraus        |                                                                             |
| I. Wahlperiode   | Erdmann Luttkus     |                                                                             |
| I. Wahlperiode   | Richard Meyer       |                                                                             |
| I. Wahlperiode   | W. Richtsmeier      |                                                                             |
| I. Wahlperiode   | Robert Riechert     |                                                                             |
| I. Wahlperiode   | Albrecht Rogge      |                                                                             |
| I. Wahlperiode   | Friedrich Suhr      |                                                                             |
| I. Wahlperiode   | Adam Vorbeck        |                                                                             |
| I. Wahlperiode   | Wilhelm Brindlinger | Herbst 1926 für Franz Gaidies                                               |
| II. Wahlperiode  | Wilhelm Brindlinger |                                                                             |
| II. Wahlperiode  | Carl Hilpert        |                                                                             |
| II. Wahlperiode  | Joseph Kraus        |                                                                             |
| II. Wahlperiode  | Erdmann Luttkus     |                                                                             |
| II. Wahlperiode  | Richard Meyer       |                                                                             |
| II. Wahlperiode  | Emil Müller         |                                                                             |
| II. Wahlperiode  | Robert Riechert     |                                                                             |
| II. Wahlperiode  | Richard Spangehl    | 27. März 1929 gestorben (Nachrücker: Fritz Blasinsky)                       |
| II. Wahlperiode  | Friedrich Suhr      |                                                                             |
| II. Wahlperiode  | Adam Vorbeck        |                                                                             |
| II. Wahlperiode  | Fritz Blasinsky     | 3. April 1929 für Richard Spangehl                                          |
| III. Wahlperiode | Wilhelm Brindlinger |                                                                             |
| III. Wahlperiode | Wilhelm Gayer       | 20. November 1930 Mandatsverzicht (Nachrücker: Arthur Recklies)             |
| III. Wahlperiode | Georg Borbe         |                                                                             |
| III. Wahlperiode | Carl Hilpert        |                                                                             |
| III. Wahlperiode | Joseph Kraus        |                                                                             |
| III. Wahlperiode | Erdmann Luttkus     |                                                                             |
| III. Wahlperiode | Richard Meyer       |                                                                             |
| III. Wahlperiode | Arthur Papendick    |                                                                             |
| III. Wahlperiode | Arthur Recklies     | 20. November 1930 für Wilhelm Gayer                                         |
| III. Wahlperiode | Robert Riechert     |                                                                             |
| IV. Wahlperiode  | Carl Hilpert        |                                                                             |
| IV. Wahlperiode  | Joseph Kraus        | Oktober 1933 wegen Auswanderung zurückgetreten (Nachrücker Robert Riechert) |
| IV. Wahlperiode  | Erdmann Luttkus     |                                                                             |
| IV. Wahlperiode  | Richard Meyer       |                                                                             |
| IV. Wahlperiode  | Arthur Papendick    |                                                                             |
| IV. Wahlperiode  | Georg Podszus       | Oktober 1933 Mandatsverzicht (Nachrücker Johannes Wachs)                    |
| IV. Wahlperiode  | Arthur Recklies     |                                                                             |
| IV. Wahlperiode  | Ottomar Schreiber   | 6. Juni 1932 Rücktritt (Nachrücker: Fritz Blasinsky)                        |
| IV. Wahlperiode  | Fritz Blasinsky     | seit 6. Juni 1932 für Ottomar Schreiber                                     |
| IV. Wahlperiode  | Johannes Wachs      | seit Oktober für Georg Podszus                                              |